# On The Rebound
Pour les articles homonymes, voir On the Rebound (homonymie).
On The Rebound est un morceau instrumental composé par le pianiste Floyd Cramer. Sorti en février 1961 et produit par Chet Atkins, il atteint la 4ème position au Billboard Hot 100.

## Classement
Aux États-Unis, le single (RCA 7840) se classe durant 13 semaines et atteint la 4e position le 17 avril 1961. Il se classe également 14 semaines au Royaume-Uni et atteint la première position le 19 avril 1961.
| Classement                       | Meilleure position |
| -------------------------------- | ------------------ |
| États-Unis (Billboard Hot 100)   | 4                  |
| États-Unis (Billboard R&B)       | 16                 |
| Royaume-Uni (Official UK Charts) | 1                  |

## Album
On the Rebound est le titre éponyme de l'album sorti en mars de la même année chez RCA Victor (LSP-2359) et lui aussi produit par Chet Atkins.

## Reprises
- En 1973, par Keith Emerson sur Music from Free Creek[8],
- En 1976, par Roger Webb sur Piano Greats[2],
- En 2002, par Albert Lee sur Tear it Up[2]

## Dans les médias
- On The Rebound fait partie de la bande originale du film Une éducation sorti en 2009, dont l'action se déroule au début des années 1960[9].